# Dave Robisch
David George Robisch, detto Dave (Cincinnati, 22 dicembre 1949), è un ex cestista e allenatore di pallacanestro statunitense, professionista nella ABA e nella NBA.

## Carriera
Venne selezionato dai Boston Celtics al terzo giro del Draft NBA 1971 (44ª scelta assoluta).
Con gli Stati Uniti disputò le Universiadi di Torino 1970.

## Palmarès
- NCAA AP All-America Second Team (1971)
- Ventisettesimo migliore rimbalzista di sempre ABA
- Trentanovesimo miglior marcatore di sempre ABA
- Diciannovesimo per numero di stoppate di sempre ABA